# Flamets-Frétils
Flamets-Frétils – miejscowość i gmina we Francji, w regionie Normandia, w departamencie Sekwana Nadmorska.
Według danych na rok 1990 gminę zamieszkiwały 202 osoby, a gęstość zaludnienia wynosiła 16 osób/km² (wśród 1421 gmin Górnej Normandii Flamets-Frétils plasuje się na 699. miejscu pod względem liczby ludności, natomiast pod względem powierzchni na miejscu 222.).